# NGC 259
NGC 259 (ook wel PGC 2820, MCG -1-3-15 of IRAS00455-0302) is een spiraalvormig sterrenstelsel in het sterrenbeeld Walvis. NGC 259 staat op ongeveer 163 miljoen lichtjaar van de Aarde.
NGC 259 werd op 13 december 1786 ontdekt door de Duits-Britse astronoom William Herschel.